# Hohenbrunn
Hohenbrunn è un comune tedesco di 8 749 abitanti, situato nel land della Baviera.